# Spreewaldfamilie
Spreewaldfamilie ist eine Fernsehserie des Deutschen Fernsehfunks. Sie wurde in einer Staffel mit sieben Folgen ausgestrahlt.
Die Serie spielt im Spreewald und handelt vom Leben der Familie Lutki, die mit vier Generationen auf einem Hof leben. Oberhaupt der Familie ist Anna Lutki, die „Starka“ genannt wird.

## Folgen
| Folge | Titel          | Erstsendung       |
| ----- | -------------- | ----------------- |
| 1.    | Teufelseck     | DFF 1: 30.11.1990 |
| 2.    | Himmelsstürmer | DFF 1: 07.12.1990 |
| 3.    | Irrlichter     | DFF 1: 14.12.1990 |
| 4.    | Scheideweg     | DFF: 19.12.1990   |
| 5.    | Augenblicke    | DFF: 02.01.1991   |
| 6.    | Kindertraum    | DFF: 09.01.1991   |
| 7.    | Späte Liebe    | DFF: 16.01.1991   |